# Lorenzo Marcello (sous-marin, 1938)
Pour les articles homonymes, voir Lorenzo Marcello (sous-marin) et Lorenzo Marcello (homonymie).
Le Lorenzo Marcello (fanion « ML ») est un sous-marin italien, navire de tête de la classe Marcello construit à la fin des années 1930 pour la Marine royale italienne.
Le nom du sous-marin est un hommage à Lorenzo Marcello (1603-1656), amiral et homme politique vénitien.

## Conception et description
Les sous-marins de la classe Marcello ont été conçus comme des versions améliorées de la précédente classe Glauco. Ils ont un déplacement de 1 043 tonnes en surface et 1 290 tonnes en immersion. Les sous-marins mesuraient 73 mètres de long, avaient une largeur de 7,19 mètres et un tirant d'eau de 5,1 mètres.
Pour la navigation de surface, les sous-marins étaient propulsés par deux moteurs Diesel de 1 800 cv (1 342 kW), chacun entraînant un arbre d'hélice. En immersion, chaque hélice était entraînée par un moteur électrique de 550 chevaux-vapeur (410 kW). Ils pouvaient atteindre 17,4 nœuds (32,2 km/h) en surface et 8 nœuds (15 km/h) sous l'eau. En surface, la classe Marcello avait une autonomie de 7 500 milles nautiques (13 900 km) à 9,4 nœuds (17,4 km/h), en immersion, elle avait une autonomie de 120 milles nautiques (220 km) à 3 nœuds (5,6 km/h).
Les sous-marins étaient armés de huit tubes lance-torpilles internes de 53,3 cm, quatre à l'avant et quatre à l'arrière. Une recharge était arrimée pour chaque tube, ce qui leur donnait un total de seize torpilles. Ils étaient également armés de deux canons de pont de 100 mm et de quatre mitrailleuses de 13,2 mm pour le combat en surface.

## Construction et mise en service
Le Lorenzo Marcello est construit par le chantier naval Cantieri Riuniti dell'Adriatico (CRDA) de Monfalcone en Italie, et mis sur cale le 4 janvier 1937. Il est lancé le 20 novembre 1937 et est achevé et mis en service le 5 mars 1938. Il est commissionné le même jour dans la Regia Marina.

## Histoire du service
Le Lorenzo Marcello faisait partie du IIe groupe de sous-marins basé à Naples, et a été utilisé pour des activités de formation à la fin des années 1930.
Le 5 juin 1940, dans l'imminence de l'entrée en guerre de l'Italie, il quitte Naples à destination du Cap Palos, mais il est contraint de revenir (il arrive à Cagliari le 10 juin) par des fuites de chlorure de méthyle qui ont provoqué l'intoxication de plusieurs membres de l'équipage,.
Entre juin et octobre 1940, le Lorenzo Marcello a effectué trois missions offensives infructueuses en Méditerranée, pour un total de 3 209 milles nautiques de navigation en surface et 302 milles nautiques en immersion.
Il a ensuite été envoyé dans l'Atlantique. Le Lorenzo Marcello appareille de Naples le 31 octobre 1940 et le 5 novembre il traverse le détroit de Gibraltar; puis il se rend dans sa zone d'embuscade près du Cap Saint-Vincent, il cherche en vain deux convois dont les positions lui ont été signalées et le 27 novembre, il se dirige vers Bordeaux, siège de la base atlantique italienne de Betasom, où il arrive le 2 décembre.
Le 11 janvier 1941, le Lorenzo Marcello quitte Bordeaux sous le commandement du capitaine de corvette Carlo Alberto Teppati pour la deuxième mission atlantique: le 17 janvier, dès qu'il a atteint la zone d'opérations (à l'ouest de l'Irlande), il a tenté d'attaquer un convoi mais il a subi des dégâts de chasseurs anti-sous-marins de l'escorte, avec divers dommages à la boîte de compensation avant; ces dommages l'ont obligé, deux jours plus tard, à entreprendre la route du retour. Le matin du lendemain, il a canonné le vapeur belge Portugal (1 550 tonneaux) qui l'a coulé,, mais a perdu un canonnier, qui est tombé à la mer et s'est noyé. Le 24 juin, le sous-marin a atteint Bordeaux.
Le 6 février 1941, le Lorenzo Marcello appareille de Bordeaux à destination de l'ouest de l'Irlande, mais disparaît dans les eaux.
Après la guerre, les Britanniques ont signalé trois actions anti-sous-marines, toutes survenues le 21 février 1941, qui auraient pu être la fin du Lorenzo Marcello:
- le premier par le destroyer HMS Hurricane (H06) à la position 56° 19′ N, 7° 59′ O[7];
- le second effectué par le destroyer HMS Montgomery (G95) à la position 59° 00′ N, 17° 00′ O[7];
- la troisième conduite par la corvette HMS Periwinkle (K55) à la position 59° 18′ N, 14° 32′ O[7].

Cependant, aucune des trois actions ne coïncide avec la zone d'embuscade du Lorenzo Marcello à partir du 19 février, c'est-à-dire entre les parallèles 57° et 58° Nord. Une autre possibilité est que le naufrage ait été causé par un hydravion Short Sunderland, mais cette hypothèse est également peu probable.
Le Lorenzo Marcello a disparu avec le commandant Teppati et 57 officiers, sous-officiers et marins.

## Palmarès
| Mission | Date            | Bateau   | Nation   | Tonnage en tonneaux | Notes |
| ------- | --------------- | -------- | -------- | ------------------- | ----- |
| 2e      | 20 janvier 1941 | Portugal | Belgique | 1 550               | cargo |
| Total:  | Total:          | Total:   | Total:   | 1 550 tonneaux      |       |